# Kaplička svatého Antonína (Choltice)
Zděná barokní výklenková kaplička svatého Antonína pocházející pravděpodobně z 2. poloviny 18. století se nalézá asi 1 km jižně od centra městyse Choltice na okraji Choltické obory při křižovatce místních komunikací vedoucích do obcí Svinčany a Stojice. Kaplička je od roku 1958 chráněna jako nemovitá kulturní památka ČR.

## Popis
Zděná výklenková kaplička je postavena na obdélném půdorysu, stěny jsou členěny nárožními lisenami. Výklenek kapličky nahoře obloukově zakončený a s barvotiskovým obrazem svatého Antonína uvnitř je zakryt kovanou kosočtverečnou mříží. Kaplička je nahoře zakončena konvexně vydutou profilovanou římsou krytou prejzy.